# Véhicule électrique en Grèce
Le véhicule électrique en Grèce connait une période de croissance depuis le début des années 2020. En septembre 2022, le pays compte 8 790 véhicules électriques immatriculés en Grèce. Les ventes de véhicules neufs électriques représentent alors 11,8% des nouveaux véhicules immatriculés.

## Politique gouvernementale
En juillet 2020, le gouvernement grec offre des aides de 6 000 euros pour l'achat d'un véhicule électrique, et de 500 euros pour l'installation d'une station de recharge.

## Bornes de recharge
En juin 2022, le pays compte 1 700 stations de recharge publiques.